# Clemente Ovalle Barbosa
Clemente Ovalle (Monterrey, Nuevo León, México, 5 de octubre de 1982) es un jugador de fútbol profesional mexicano que milita en el CF Atlante de la Liga de Ascenso de México. Juega en la posición de lateral izquierdo

## Carrera
Fue campeón del Torneo Apertura 2007 con el CF Atlante, en cuya final convirtió un gol que le valió el título al equipo azulgrana que levantó su tercer título en la era profesional ganándole al equipo de los Pumas de la UNAM el 9 de diciembre de 2007.
También fue pieza fundamental en la conquista de la primera edición de la Liga de Campeones de la CONCACAF obteniendo así el conjunto azulgrana su segundo título internacional, y dándole el privilegio de jugar el Mundial de Clubes que se llevará a cabo en Abu Dabi, Emiratos Árabes Unidos

## Clubes
| Club                     | País   | Año       |
| ------------------------ | ------ | --------- |
| Club de Fútbol Cobras    | México | 2004-2005 |
| Club de Fútbol Monterrey | México | 2005-2006 |
| Club de Fútbol Atlante   | México | 2007-2009 |

### Campeonatos nacionales
| Título             | Club    | País   | Año  |
| ------------------ | ------- | ------ | ---- |
| Torneo de Apertura | Atlante | México | 2007 |

### Campeonatos internacionales
| Título                           | Club    | País   | Año     |
| -------------------------------- | ------- | ------ | ------- |
| Liga de Campeones de la CONCACAF | Atlante | México | 2008/09 |

- Datos: Q5131459